# Oberer Keuper

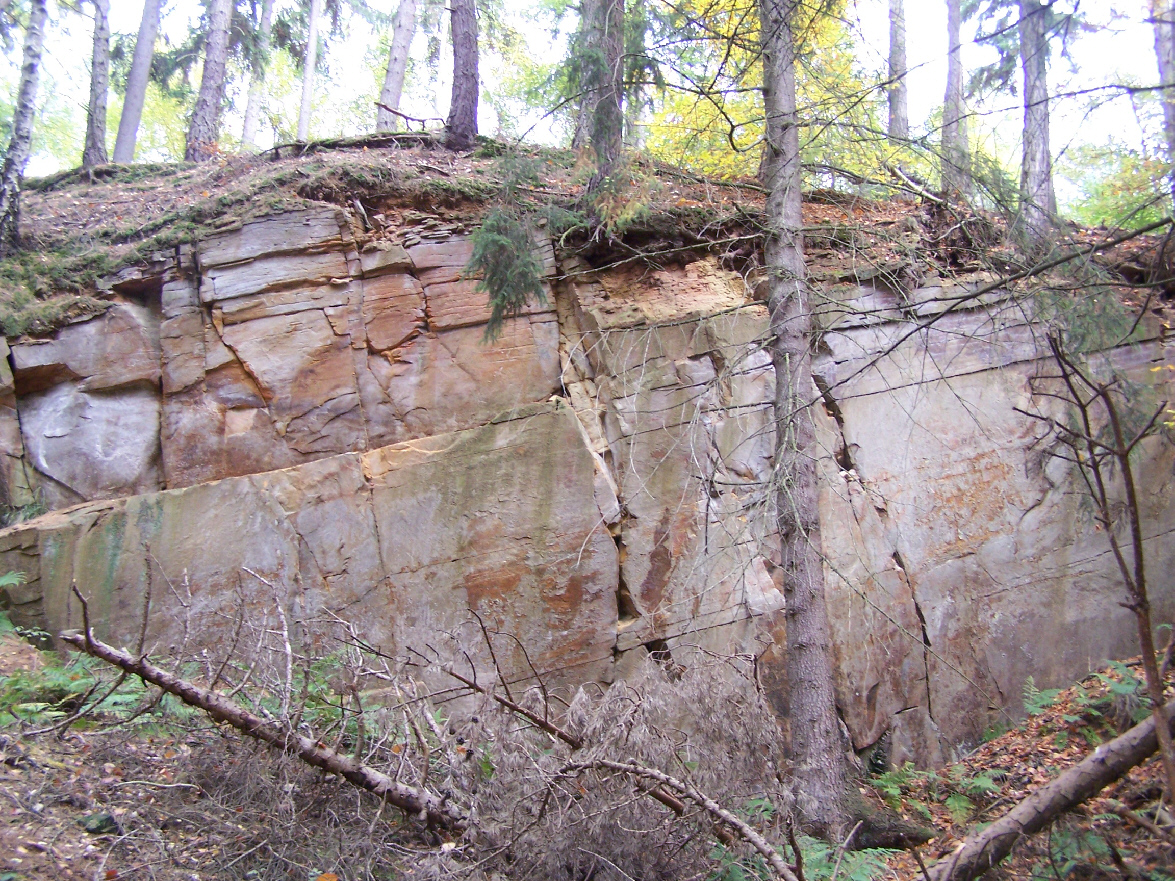
Rhätsandstein bei Krauthausen

Der Obere Keuper (auch Oberkeuper, Rhätkeuper, Rätkeuper oder Rhätsandstein) ist eine lithostratigraphische Untergruppe des Keupers der Germanischen Trias. Sie umfasst derzeit nur eine Formation, die Exter-Formation. Die lithostratigraphische Einheit wird von der Mittleren Keuper-Untergruppe unterlagert und im Norddeutschen Becken vom Lias, im Süddeutschen Becken vom Schwarzen Jura überlagert.

## Definition
Die Untergrenze des Oberen Keupers ist in Norddeutschland die Basis der sogenannten postera-Sandsteine. Sie ist jedoch stark diachron, d. h. unterschiedlich alt. In Süddeutschland beginnt der Obere Keuper erst mit der Basis der contorta-Sandsteine, da hier keine postera-Sandsteine entwickelt sind. Auch die Obergrenze dürfte unterschiedlich alt sein. Sie liegt an der Basis des Lias bzw. des Schwarzen Jura, in Süddeutschland damit an der Basis der Psilonotenton-Formation. Der Obere Keuper besteht fast ausschließlich aus klastischen Ton-, Silt- und Sandsteinen. Vereinzelt kommen auch Karbonate und Wurzelböden mit dünnen kohligen Lagen vor. Die Mächtigkeiten betragen in Norddeutschland im Durchschnitt zwischen 100 m und 150 m; lokal können sie auf über 250 m ansteigen. In Süddeutschland ist die Einheit durchweg geringmächtiger, maximal etwa 45 m. Die Einheit keilt in den südlichen Randbereichen zum Vindelizischen Land rasch aus. Biostratigraphisch beginnt der Obere Keuper im unteren Rhaetium (Sevatium) und endet kurz vor der Trias-Jura-Grenze. Die Typregion ist das Weserbergland. Das Typusprofil liegt im Exter-Tal und besteht aus mehreren Teilprofilen.

## Gliederung
Derzeit umfasst der Obere Keuper nur eine Formation, die Exter-Formation. Traditionell wird der Obere Keuper in drei Einheiten untergliedert, die in Zukunft den Rang von Subformationen bekommen können. Beutler schlägt in Anlehnung an ältere Bezeichnungen eine Untergliederung in drei Subformationen vor (von oben nach unten):
- Vahlbruch-Subformation (Triletes-Schichten oder Oberrhät)
- Oeynhausen-Subformation (contorta-Schichten oder Mittelrhät)
- Rinteln-Subformation (postera-Schichten oder Unterrhät)

## Ablagerungsraum
Die Gesteine des Oberen Keupers wurden in einem weiten Delta sedimentiert. In den Überflutungsebenen zwischen den Flussarmen wurden feinkörnige Sedimente abgelagert. Dort kam es auch zu Bodenbildung mit Karbonat- oder Eisenkrusten. In weiten Sümpfen wurde organische Substanz angereichert und es entstanden geringmächtige Kohleflöze. Die Sandsteine wurden in Flussrinnen abgelagert, die in Norddeutschland überwiegend vom Fennoskandischen Schild kamen. In Süddeutschland sind jedoch auch Schüttungen vom Böhmischen und Vindelizischen Land sowie im Westen vom Ardennischen Festland bekannt.

## Fossilien
Der Obere Keuper ist nicht besonders fossilreich. Im unteren Teil wurde eine artenarme Muschelfauna mit Unionites postera gefunden, der namengebenden Art der postera-Schichten. Häufig sind auch Muschelkrebse (Ostracoden), die zum Teil einen gewissen stratigraphischen Wert besitzen und Sporen und [Pollen] von Landpflanzen. Im mittleren Teil wurden Muscheln (mit der für die contorta-Schichten namengebenden Art Rhaetavicula contorta), Schnecken, Armfüßer sowie Muschelkrebse (Ostracoden) und Foraminiferen gefunden. Im oberen Teil treten nur noch Pflanzenreste (darunter auch Sporen und Pollen) und selten Muschelkrebse und Foraminiferen auf. Die Triletes-Schichten sind nach der Sporen-Gattung Triletes benannt.

## Nutzung Geothermie in der Norddeutschen Tiefebene
Der Keuper und der Rätkeuper sind die in Neustadt-Glewe in 2455 Meter Tiefe aufgesuchten Erdschichten, aus denen das Thermalwasser gefördert wird für das Geothermiekraftwerk Neustadt-Glewe, Deutschlands erstes Erdwärmekraftwerk. Der Salzgehalt der Sole beträgt 220 Gramm je Liter.